# Халльберг-Норлинд, Ханна
Ханна Беата Халльберг-Норлинд (швед. Hanna Beata Hallberg-Norlind; 14 июля 1858, Ландскруна — 24 января 1929, Лунд) — шведская органистка и композитор.

## Биография
Ханна Халльберг родилась в Ландскруне 14 июля 1858 года. Она была третьей из семерых детей Бенгта Халльберга и Беаты Схувертс. Музыке Ханну начал учить отец; затем она училась игре на органе в Стокгольме у Августа Лагергрена и игре на фортепиано у Хильды Тегерстрём. В 1878 году она окончила Шведскую королевскую музыкальную академию.
Вернувшись в Ландскруну, Ханна некоторое время работала органисткой. Затем с 1882 по 1884 год она продолжила своё обучение в Лейпциге, где её преподавателем органа был Карл Пиутти, фортепиано — Теодор Кокциус, а композиции и контрапункта — Саломон Ядассон. В 1883 журнал Neue Zeitschrift für Musik упоминал Ханну Халльберг как лучшую современную студентку-органистку.
В 1884 году Ханна снова вернулась в родной город. Помимо деятельности в качестве органистки, она получила место преподавателя пения в начальной школе для мальчиков. В 1889 году Ханна Халльберг вышла замуж за Петера Норлинда, учителя музыки из Лунда. В 1891 году с Норлиндом случился удар, и Ханна взяла на себя его обязанности, включая дирижирование мужским хором Лунда. Когда здоровье Норлинда восстановилось, супруги совместно открыли музыкальную школу. В то же время Ханна получила место органистки в новой церкви Лунда, Allhelgonakyrkan, которое занимала на протяжении 37 лет, с 1891 по 1928 год. Кроме того, в течение четырёх лет, с 1891 по 1895 год, Ханна преподавала пение в начальной школе для девочек. У неё родилось четверо детей, трое из которых умерли вскоре после рождения.
В 1907 году Ханна Халльберг-Норлинд возобновила работу учительницей пения в той же школе. В 1909 году музыкальная школа супругов Норлиндов расширилась и стала называться Южно-шведской музыкальной консерваторией (Sydsvenska musikkonservatoriet). В ней готовили в основном органистов и церковных певчих. Ханна преподавала орган, фортепиано и музыкальную теорию; с 1912 по 1916 год она была директором школы.
Ханна Халльберг-Норлинд умерла в Лунде в 1929 году. Её композиторское наследие невелико и включает в основном песни и хоровые произведения.